# Emilia Romagna Open
Az Emilia Romagna Open (Internazionali di Tennis Emilia Romagna) 2019-től minden év májusában megrendezett tenisztorna az Olaszországban a Parma megyei Montechiarugolo településen. 2020-ig csak az ATP versenynaptárában szerepelt, 2021-től a nők számára a WTA versenynaptárába is bekerült.
Az ATP World Tour 250 Series, valamint a WTA 250 tornák része, összdíjazása a nőknél 238 500 $. A férfi versenyen 28-an, a női tornán 32-en vehetnek részt a főtáblán.
A mérkőzéseket salakos pályákon játsszák. Az első versenyt a férfiak számára 2019-ben, a nők számára 2021-ben rendezték meg.

## Döntők

### Férfiak

#### Egyéni
| Év                       | Győztes             | Ellenfél a döntőben  | Eredmény a döntőben  |
| 2023                     | Alexandre Müller    | Francesco Maestrelli | 6–1, 6–4             |
| 2022                     | Borna Ćorić         | Elias Ymer           | 7–6(4), 6–0          |
| ↑ ATP Challenger torna ↑ |                     |                      |                      |
| 2021                     | Sebastian Korda     | Marco Cecchinato     | 6–2, 6–4             |
| ↑ ATP 250 torna ↑        |                     |                      |                      |
| 2020 (2)                 | Cedrik-Marcel Stebe | Liam Broady          | 6–4, 6–4             |
| 2020 (1)                 | Frances Tiafoe      | Salvatore Caruso     | 6–3, 3–6, 6–4        |
| 2019                     | Tommy Robredo       | Federico Gaio        | 7–6(10), 5–7, 7–6(6) |

#### Páros
| Év                       | Győztes                                     | Ellenfelek a döntőben              | Eredmény a döntőben |
| 2023                     | Jonathan Eysseric Miguel Ángel Reyes-Varela | Luca Margaroli Ramkumar Ramanathan | 6–2, 6–3            |
| 2022                     | Luciano Darderi Fernando Romboli            | Gyenyisz Molcsanov Igor Zelenay    | 6–2, 6–3            |
| ↑ ATP Challenger torna ↑ |                                             |                                    |                     |
| 2021                     | Simone Bolelli Máximo González              | Oliver Marach Aisam-ul-Haq Qureshi | 6–3, 6–3            |
| ↑ ATP 250 torna ↑        |                                             |                                    |                     |
| 2020 (2)                 | Grégoire Barrère Albano Olivetti            | Sadio Doumbia Fabien Reboul        | 6–2, 6–4            |
| 2020 (1)                 | Marcelo Arévalo Tomislav Brkić              | Ariel Behar Gonzalo Escobar        | 6–4, 6–4            |
| 2019                     | Laurynas Grigelis Andrea Pellegrino         | Ariel Behar Gonzalo Escobar        | 1–6, 6–3, [10–7]    |

### Nők

#### Egyéni
| Év               | Győztes      | Ellenfél a döntőben       | Eredmény a döntőben |
| 2023             | Ana Bogdan   | Anna Karolína Schmiedlová | 7–5, 6–1            |
| ↑ WTA125 torna ↑ |              |                           |                     |
| 2022             | Mayar Sherif | María Szákari             | 7–5, 6–3            |
| 2021             | Cori Gauff   | Vang Csiang               | 6–1, 6–3            |
| ↑ WTA250 torna ↑ |              |                           |                     |

#### Páros
| Év               | Győztes                              | Ellenfelek a döntőben            | Eredmény a döntőben |
| 2023             | Dalila Jakupović Irina Hromacsova    | Bondár Anna Kimberley Zimmermann | 6–2, 6–3            |
| ↑ WTA125 torna ↑ |                                      |                                  |                     |
| 2022             | Anastasia Dețiuc Miriam Kolodziejová | Arantxa Rus Tamara Zidanšek      | 1–6, 6–3, [10–8]    |
| 2021             | Cori Gauff Catherine McNally         | Darija Jurak Andreja Klepač      | 6–3, 6–2            |
| ↑ WTA250 torna ↑ |                                      |                                  |                     |